# Hiri Motu
Hiri Motu (ook wel: Police Motu en Pidgin Motu) is een officiële taal in Papoea-Nieuw-Guinea (naast Engels en Tok Pisin) die door tussen de 120.000 en 200.000 mensen wordt gesproken. Het is een pidgin-taal gebaseerd op de grammatica en fonologie van Motu. De taal is ook beïnvloed door: Engels, Tok Pisin en Polynesische talen.